# 82927 Ferrucci
82927 Ferrucci è un asteroide della fascia principale. Scoperto nel 2001, presenta un'orbita caratterizzata da un semiasse maggiore pari a 3,0263249 UA e da un'eccentricità di 0,0953125, inclinata di 2,24511° rispetto all'eclittica.